# Phalloceros reisi
Phalloceros reisi är en fiskart som beskrevs av Paulo Henrique Franco Lucinda 2008. Phalloceros reisi ingår i släktet Phalloceros och familjen Poeciliidae. Inga underarter finns listade i Catalogue of Life.